# Patrick Reiterer
Patrick Reiterer (ur. 28 września 1990 w Merano) – włoski kierowca wyścigowy.

## Kariera

### Formuła Renault
Patrick karierę rozpoczął w 2000 roku od startów w kartingu. W 2007 roku zadebiutował w serii wyścigów samochodów jednomiejscowych – Włoskiej Formule Renault. Po punkty sięgnął w jednej rundzie, na belgijskim torze Spa-Francorchamps. Dzięki temu w klasyfikacji generalnej znalazł się na 27. miejscu. W drugim sezonie startów nawiązał współpracę z bardziej konkurencyjnym zespołem Prema Powerteam. Włoch podczas pierwszego wyścigu na torze Misano, stanął na średnim stopniu podium. Ostatecznie został sklasyfikowany na 11. pozycji. W europejskim cyklu Reiterer jedyne punkty uzyskał w sobotnich zmaganiach na francuskim obiekcie Le Mans, w którym zajął dziewiątą lokatę. Dwa punkty sklasyfikowały go na 27. miejscu.

### Międzynarodowa Formuła Master
W roku 2009 podpisał kontrakt ze szwajcarską ekipą Irin Project na udział w Międzynarodowej Formule Master. W ciągu szesnastu wyścigów Włoch sześciokrotnie sięgnął po punkty, najwyższą pozycję uzyskując na torze w Walencji oraz Imoli, w których uplasował się na piątym miejscu. Ostatecznie w klasyfikacji generalnej znalazł się na 9. lokacie.

### Seria GP3
Na sezonie 2010 Patrick nawiązał współpracę z brytyjskim zespołem Atech GP, startującym w nowo utworzonej Serii GP3. Reiter wziął udział w dwóch rundach, po czym został zastąpiony przez Hiszpana Roberto Merhiego. Włoch był daleki od zdobyczy punktowej, a najwyższą uzyskaną pozycją okazało się czternaste miejsce w sobotnim wyścigu w Turcji.

## Wyniki w GP3
| Legenda oznaczeń w tabelach wyników Wyświetl szablon na nowej stronie | Legenda oznaczeń w tabelach wyników Wyświetl szablon na nowej stronie                                                                     |
| Oznaczenie                                                            | Wyjaśnienie |
| --------------------------------------------------------------------- | --- |
| Złoty                                                                 | Zwycięzca lub mistrzostwo |
| Srebrny                                                               | 2. miejsce lub wicemistrzostwo |
| Brązowy                                                               | 3. miejsce lub II wicemistrzostwo |
| Zielony                                                               | Ukończył, punktował (w klasyfikacji generalnej, gdy zdobył co najmniej jeden punkt na przestrzeni sezonu, poza trzema powyższymi opcjami) |
| Niebieski                                                             | Ukończył, nie punktował (w klasyfikacji generalnej, gdy nie zdobył co najmniej jednego punktu na przestrzeni sezonu)                      |
| Czerwony                                                              | Nie zakwalifikował się (NZ) |
| Czerwony                                                              | Nie prekwalifikował się (NPK) |
| Różowy                                                                | Nie ukończył (NU) |
| Różowy                                                                | Niesklasyfikowany (NS) (w klasyfikacji generalnej, gdy nie został sklasyfikowany w żadnym wyścigu sezonu)                                 |
| Czarny                                                                | Zdyskwalifikowany (DK) |
| Czarny                                                                | Wykluczony (WYK/EX) |
| Biały                                                                 | Nie wystartował (NW) |
| Biały                                                                 | Kontuzjowany (K/INJ) |
| Biały                                                                 | Wyścig odwołany (OD/C) |
| Bez koloru                                                            | Został wycofany (WYC/WD) |
| Bez koloru                                                            | Nie przybył (NP/DNA) |
| Bez koloru                                                            | Nie brał udziału w treningach (NT/DNP) |
| Bez koloru                                                            | Nie został zgłoszony (–) |
| Pogrubienie                                                           | Start z pole position |
| Kursywa                                                               | Najszybsze okrążenie wyścigu |
| †                                                                     | Nie ukończył, ale jego rezultat został zaliczony ze względu na przejechanie więcej niż 90% dystansu wyścigu.                              |
| *                                                                     | Sezon w trakcie |
| 1/2/3                                                                 | Punktowana pozycja w sprincie kwalifikacyjnym                                                                                             |
| Lista systemów punktacji Formuły 1                                    | |

| Rok  | Zespół               | Wyniki w poszczególnych eliminacjach | Wyniki w poszczególnych eliminacjach | Wyniki w poszczególnych eliminacjach | Wyniki w poszczególnych eliminacjach | Wyniki w poszczególnych eliminacjach | Wyniki w poszczególnych eliminacjach | Wyniki w poszczególnych eliminacjach | Wyniki w poszczególnych eliminacjach | Wyniki w poszczególnych eliminacjach | Wyniki w poszczególnych eliminacjach | Wyniki w poszczególnych eliminacjach | Wyniki w poszczególnych eliminacjach | Wyniki w poszczególnych eliminacjach | Wyniki w poszczególnych eliminacjach | Wyniki w poszczególnych eliminacjach | Wyniki w poszczególnych eliminacjach | Punkty | Pozycja |
| ---- | -------------------- | ------------------------------------ | ------------------------------------ | ------------------------------------ | ------------------------------------ | ------------------------------------ | ------------------------------------ | ------------------------------------ | ------------------------------------ | ------------------------------------ | ------------------------------------ | ------------------------------------ | ------------------------------------ | ------------------------------------ | ------------------------------------ | ------------------------------------ | ------------------------------------ | ------ | ------- |
| 2010 | ATECH CRS Grand Prix | ESP                                  | ESP                                  | TUR                                  | TUR                                  | VAL                                  | VAL                                  | GBR                                  | GBR                                  | DEU                                  | DEU                                  | HUN                                  | HUN                                  | BEL                                  | BEL                                  | ITA                                  | ITA                                  | 0      | 33      |
| 2010 | ATECH CRS Grand Prix | NS                                   | 17                                   | 14                                   | 25                                   | -                                    | -                                    | -                                    | -                                    | -                                    | -                                    | -                                    | -                                    | -                                    | -                                    | -                                    | -                                    | 0      | 33      |